# Colonia Reforma, San Juan Juquila Vijanos
Colonia Reforma är en ort i Mexiko.   Den ligger i kommunen San Juan Juquila Vijanos och delstaten Oaxaca, i den sydöstra delen av landet, 400 km sydost om huvudstaden Mexico City. Colonia Reforma ligger 1 579 meter över havet och antalet invånare är 149.
Terrängen runt Colonia Reforma är mycket bergig. Runt Colonia Reforma är det ganska glesbefolkat, med 47 invånare per kvadratkilometer. Närmaste större samhälle är Tanetze de Zaragoza, 2,1 km norr om Colonia Reforma. I omgivningarna runt Colonia Reforma växer i huvudsak städsegrön lövskog.